# Kagawo (Balda)
Kagawo (ou Kagao) est une localité du Cameroun située dans l'arrondissement de Bogo, le département du Diamaré et la région de l’Extrême-Nord. Elle fait partie du lawanat de Balda.

## Population
En 1975, la localité comptait 34 habitants, des Peuls.
Lors du recensement de 2005, on y a dénombré 105 personnes, dont 53 hommes et 52 femmes.